# Balaenoptera edeni
La balenottera di Eden (Balaenoptera edeni, Anderson, 1878) detta anche balenottera di Bryde è straordinariamente simile alla balenottera boreale sia per le dimensioni sia per l'aspetto e questo ha spesso ingenerato confusione tra le due specie. A grande distanza solo 1 o 2 caratteristiche distintive sono visibili: la balenottera di Eden emerge e soffia meno regolarmente e, a differenza di quella boreale, spesso inarca il peduncolo caudale prima di immergersi. La confusione è anche possibile con la balenottera minore e con la balenottera comune. La balenottera di Eden tuttavia ha la peculiarità di possedere tre creste longitudinali sulla testa, mentre tutti gli altri membri della famiglia ne hanno una sola. In alcune zone vi possono essere almeno due forme distinte: una si trova al largo ed è in parte migratrice, mentre l'altra vive sotto costa ed è stanziale. Le due forme differiscono leggermente dal punto di vista del comportamento riproduttivo e gli animali che vivono al largo sono spesso di dimensioni maggiori, con cicatrici più numerose e possiedono fanoni più lunghi e più larghi rispetto agli animali che vivono presso la costa. Vi è anche una forma "nana" che vive nella zona attorno alle Isole Salomone, nell'Oceano Pacifico. Alcune popolazioni sono state fortemente impoverite dalla caccia e le stime attuali non rivelano una grande abbondanza di esemplari.
- Lunghezza: 9-15 m
- Peso: 8-25 tonnellate

Nel 1878, lo zoologo scozzese John Anderson, primo curatore del Museo Indiano di Calcutta, descrisse la Balaenoptera edeni, dandole il nome in onore del diplomatico britannico Sir Ashley Eden, che contribuì all'ottenimento dei primi esemplari.

## Comportamento

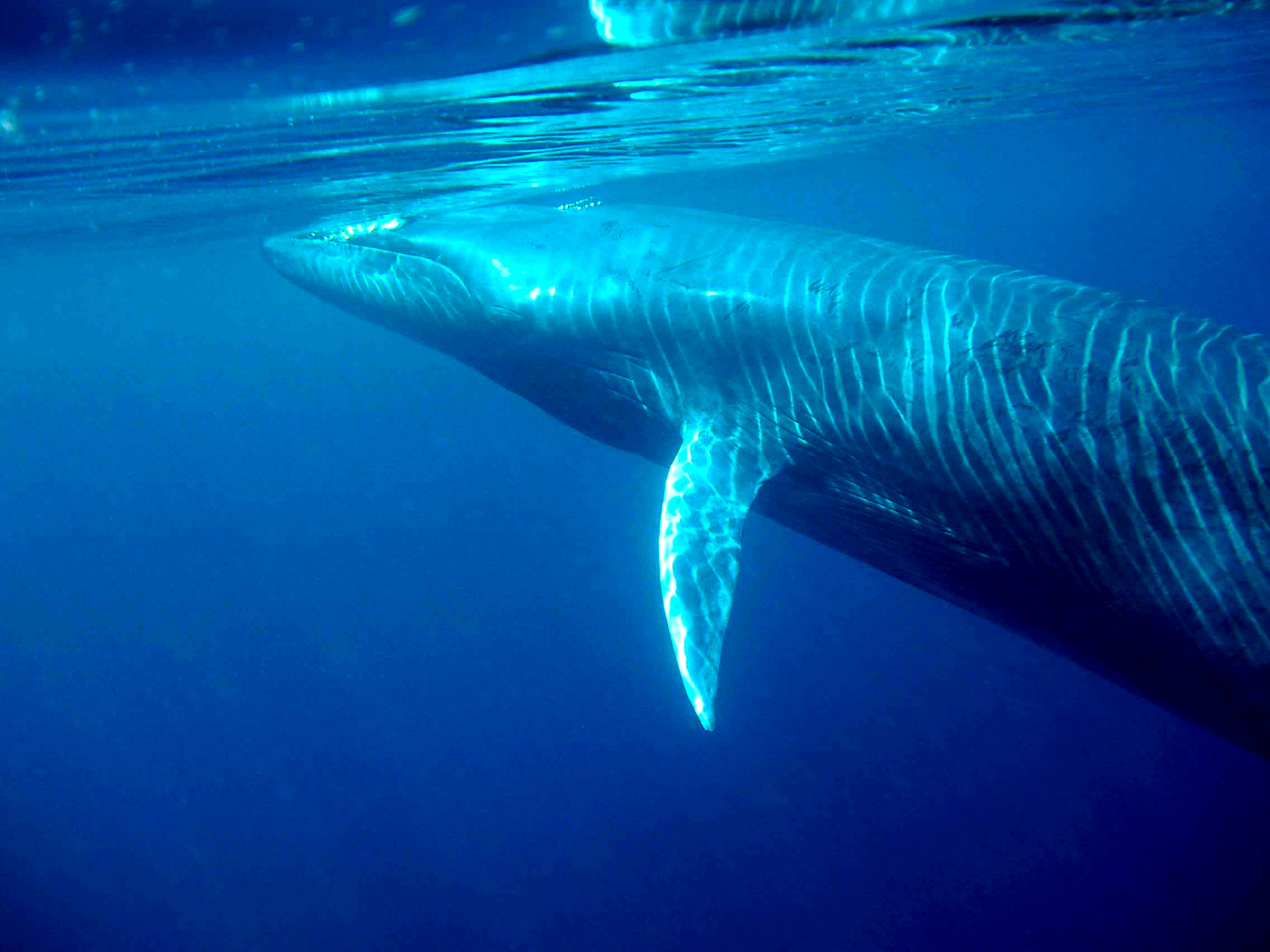
Balenottera di Eden mentre respira

Poco noto. Talora mostra curiosità e si avvicina alle barche, girando attorno o nuotando accanto ad esse. Talora salta completamente fuori dall'acqua. Quando si alimenta, compie generalmente dei cambiamenti improvvisi di direzione, sia sott'acqua che in superficie. Il suo stile natatorio sembra quello di un grande delfino, invece che di una balena. Si nutre nell'arco dell'intero anno. Sequenza respiratoria raramente regolare, ma con una media di 4-7 soffi seguiti da un'immersione lunga sino a 8 minuti (anche se normalmente dura meno di 2 minuti). È in grado però di restare immersa per tempi più lunghi. Gruppi sparsi possono occupare una superficie di diversi chilometri quadrati. Quando emerge tra due immersioni brevi, mostra solo la punta della testa, ma la pinna dorsale e il dorso sono normalmente visibili prima di una lunga immersione.

## Distribuzione
Certamente presente tra il 40° N e il 40° S, può raggiungere latitudini maggiori ove vi siano correnti calde. Preferisce tuttavia temperature dell'acqua sopra i 20°, perciò è molto più comune a latitudini tropicali e subtropicali tra i 30° N e i 30° S. La distribuzione può non essere continua all'interno dell'areale; la specie è numerosa al largo del Sudafrica, in Giappone, Sri Lanka, Isole Figi e nell'Australia occidentale. Gli animali che vivono in alto mare compiono a volte migrazioni su brevi distanze; non sono invece note lunghe migrazioni verso latitudini elevate. I dati meno recenti sulla distribuzione sono poco affidabili a causa di una certa confusione con la balenottera boreale.